# Enrique Míguez
Enrique Míguez, né le 14 mars 1966 à Tui, est un céiste espagnol. 

## Carrière
Enrique Míguez participe aux Jeux olympiques de 1984 à Los Angeles et remporte la médaille de bronze en C-2 500m avec Narciso Suárez.